# Gentianella anisodonta
Gentianella anisodonta là một loài thực vật có hoa trong họ Long đởm. Loài này được (Borbás) Á.Löve & D.Löve mô tả khoa học đầu tiên năm 1961.